# Oratorium św. Józefa
Oratorium św. Józefa na Mont Royal (fr. Oratoire Saint-Joseph du Mont-Royal, ang. Saint Joseph’s Oratory of Mount Royal) – oratorium rzymskokatolickie, położone na zboczu wzgórza Mont Royal w Montrealu (prowincja Quebec, Kanada). Najwyższy kościół Kanady; jego kopuła wznosi się na wysokość 97 m. Jest odwiedzany rocznie przez ponad 2 miliony turystów i pielgrzymów.

## Historia

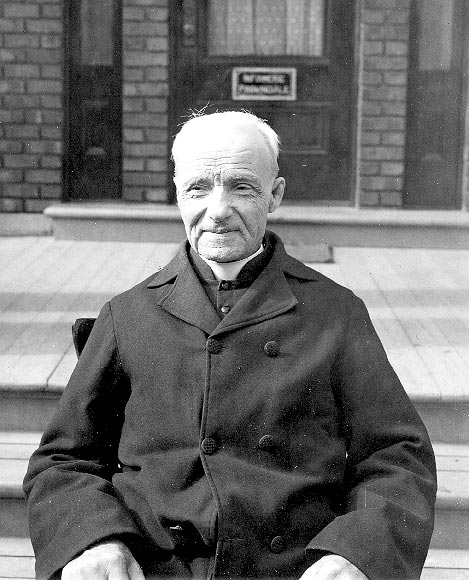
Brat André, inicjator budowy oratorium św. Józefa

Historia oratorium rozpoczęła się w 1904, kiedy brat André z Kongregacji Świętego Krzyża, wspierany przez kilku przyjaciół, zbudował na Mont Royal pierwszą, niewielką kapliczkę dedykowaną św. Józefowi. Z czasem stała się ona zbyt ciasna więc w 1917 zbudowano kryptę mogącą pomieścić 1000 osób. Budowę bazyliki w stylu włoskiego renesansu rozpoczęto w 1924 a ukończono w 1967. W jej budowie uczestniczyło wielu architektów: Dalbé Viau i Alphonse Venne, Lucien Parent, Gérard Notebaert (wystrój) oraz Dom Paul Bellot, który w 1937 zaprojektował kopułę.
Oratorium jest najważniejszym na świecie kościołem poświęconym św. Józefowi; jest najwyżej położonym i najbardziej widocznym budynkiem w Montrealu. Dzięki położeniu i imponującej architekturze przyciąga ludzi ze wszystkich wyznań religijnych. Oratorium każdego roku odwiedza ponad 2 miliony turystów i pielgrzymów (z których ok. 75% to kobiety). Oprócz posługi religijnej w oratorium św. Józefa odbywa się wiele imprez kulturalnych.
W 2003 oratorium św. Józefa zostało wytypowane do wpisania na listę narodowych miejsc historycznych Kanady (wpis miał miejsce 3 maja 2004). Wzięto przy tym pod uwagę następujące przesłanki:
- wyjątkowość oratorium jako miejsca pielgrzymkowego poświęconego św. Józefowi, poczynając jako skromnej kaplicy zbudowanej w tym celu przez brata André do dzisiejszego oratorium;
- wyróżniająca się architektura oratorium, szczególnie kopuła, zaznaczająca swą obecność w krajobrazie górskiego zbocza Mont Royal;
- wyjątkowy prestiż oratorium jako centrum religijnego i turystycznego o randze krajowej i międzynarodowej[3].

17 października 2004 arcybiskup Montrealu Jean-Claude Turcotte dokonał konsekracji bazyliki z okazji 100-lecia istnienia oratorium.
W pierwszej dekadzie XXI podjęto projekt renowacji całego kompleksu oratorium włączając restaurację istniejących budynków, zbudowanie nowych udogodnień dla odwiedzających świątynię, w tym urządzeń ułatwiających dostęp do niej (schody ruchome i windy); zatroszczono się też o środowisko.

## Architektura

### Krypta

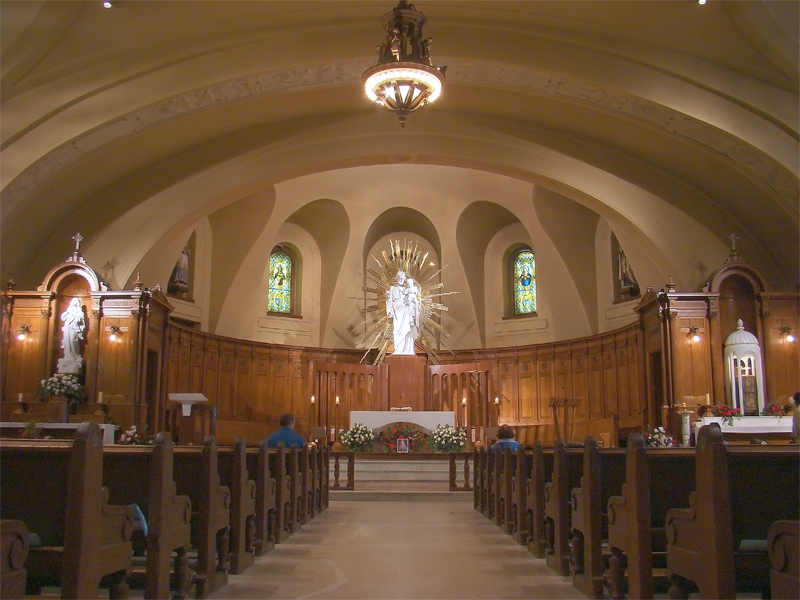
Wnętrze krypty

Sporządzenie projektu krypty powierzono architektom Dalbé Viau i Alphonse’owi Venne. Krypta została zbudowana z betonu i obłożona blokami z wapienia z kamieniołomów Deschambault, utrzymywanymi na miejscu przez stalowe obramowanie.
Przed rozpoczęciem budowy zniwelowano skalny teren przy użyciu materiałów wybuchowych. Ponieważ skały okazały się zbyt oporne, postanowiono zarzucić koncepcję budowy krypty kościoła wewnątrz góry.
Kościół nosi nazwę „krypty”, ponieważ znajduje się u stóp Bazyliki, a jego wnętrze, utworzone przez szereg sklepień, nieco spłaszczonych w górnej części, przypomina wyglądem starożytne krypty. Krypta ma 64 m długości, 38 m szerokości i ok. 13 m wysokości.
W fasadzie krypty znajduje się portal główny, flankowany parami okien z witrażami. Po obu bokach fasady znajdują się wejścia boczne. Z nich kręcone schody prowadza na taras, usytuowany nad kryptą. Schody z tarasu prowadzą do bazyliki.

### Bazylika

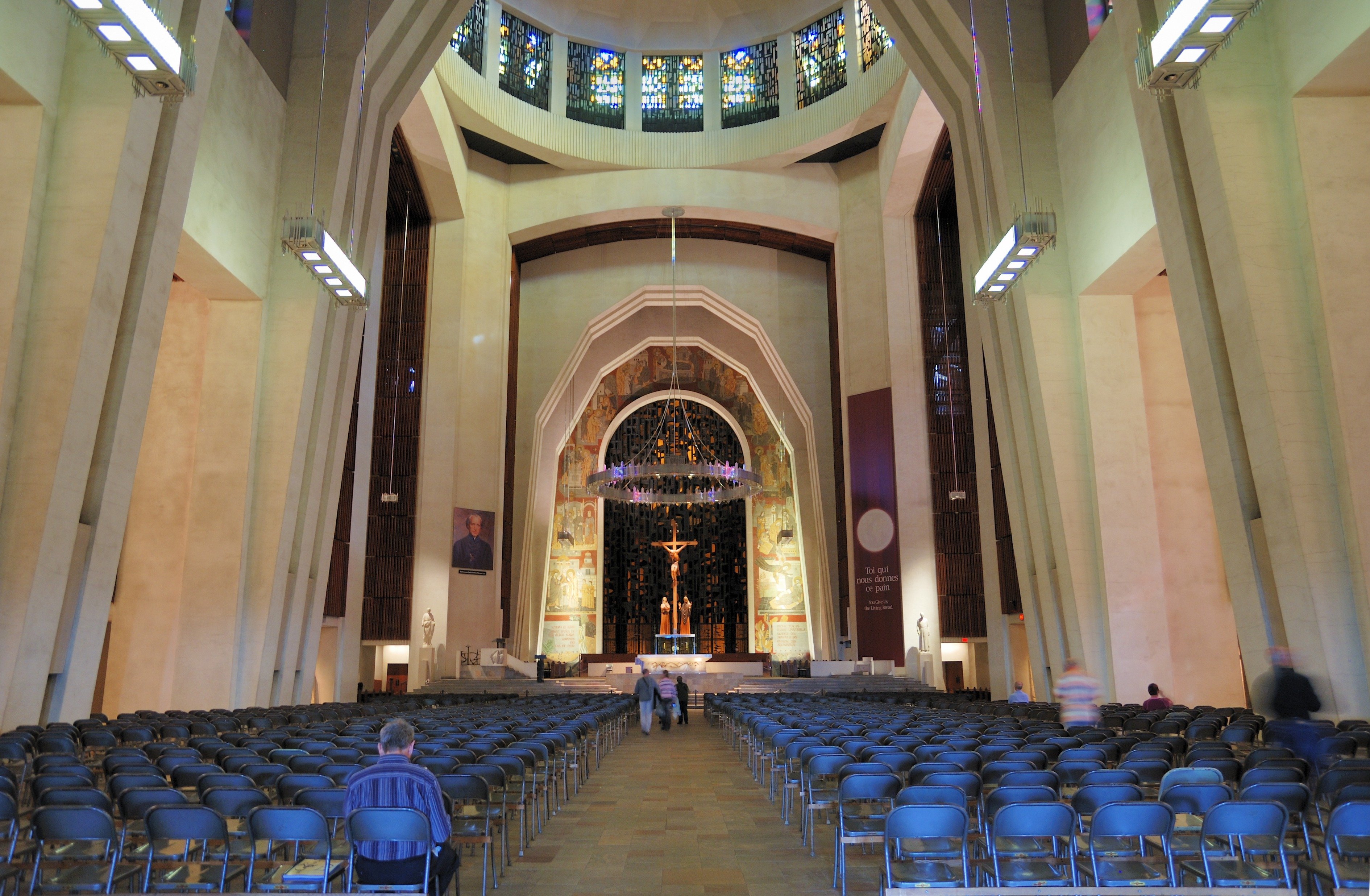
Wnętrze bazyliki – widok w kierunku prezbiterium

Korpus bazyliki został zbudowany w stylu włoskiego renesansu. Budowa rozpoczęła się w 1924 roku na podstawie planów montrealskich architektów Dalbé Viau i Alphonse Venne. Kiedy brat André zmarł 6 stycznia 1937, kopuła nie była jeszcze zbudowana. Tego samego roku francuski mnich benedyktyński, Dom Paul Bellot, we współpracy z montrealskimi architektami Lucienem Parentem i Rodolphe’m Tourville’m, podjął się ukończenia bazyliki.
Betonowe mury pokryto granitem wydobywanym w regionie Lac-Mégantic (południowy Quebec). Kolumny fasady, w porządku korynckim, wznoszą się na wysokość 18 m. Bazylikę pokrywa podwójna kopuła: wewnętrzna, na skrzyżowaniu nawy i transeptu (o średnicy 26 m) i zewnętrzna (o średnicy 39 m).
Bazylika wznosi się 155 m nad poziomem ulicy chemin Queen-Mary (przy której się znajduje) i 283 m nad poziomem morza. Stanowi najwyżej położony obiekt Montrealu. Ma następujące wymiary:
- długość całkowita – 105 m,
- szerokość transeptu – 65 m,
- szerokość nawy – 37 m,
- wysokość kopuły wewnętrznej – 60 m (licząc od posadzki do wierzchołka),
- wysokość kopuły zewnętrznej – 97 m (licząc od posadzki do wierzchołka krzyża).

#### Wyposażenie
Ołtarz, krucyfiks i 12 drewnianych figur apostołów jest dziełem francuskiego artysty Henriego Charliera, Drogę Krzyżową wyrzeźbił Roger de Villiers, a witraże, przedstawiające św. Józefa w historii Kanady, wykonał Marius Plamondon.
Organy zbudował Rudolf von Beckerath. Mają one 5811 piszczałek podzielonych na 78 głosów. Carillon z 56 dzwonami z brązu został podarowany oratorium w 1954.

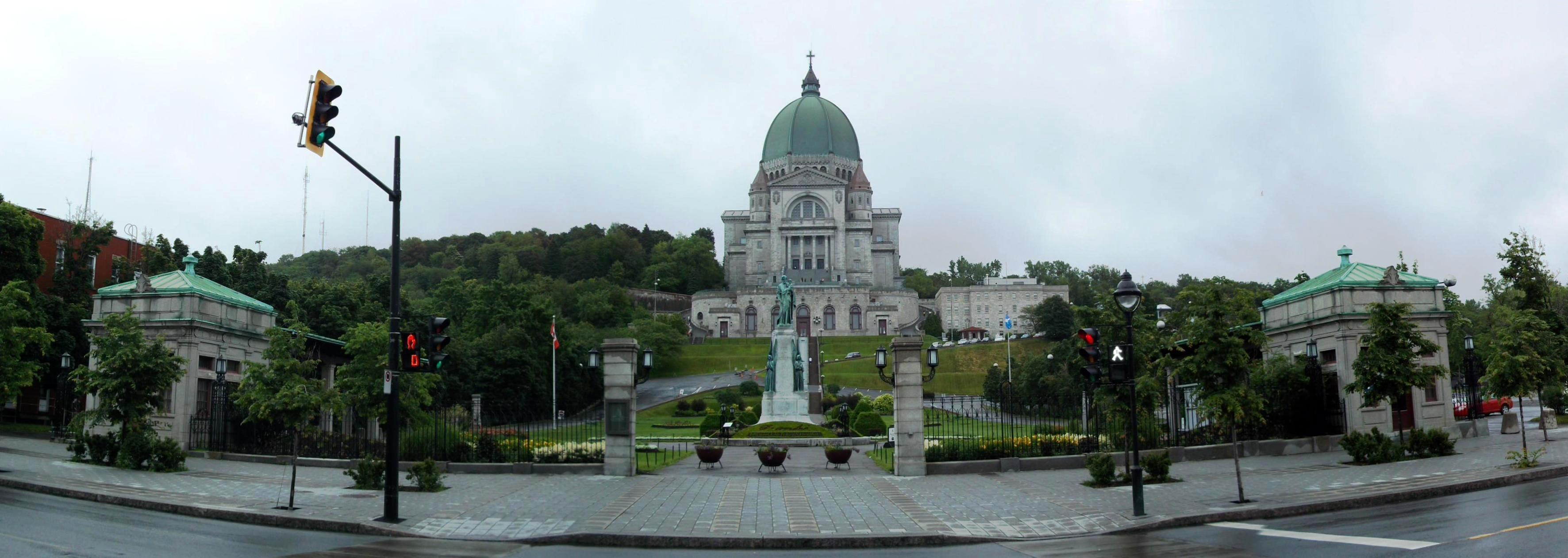
Panorama oratorium św. Józefa na Mont Royal